# Baltimore and Potomac Railroad Station
A Estação Ferroviária de Baltimore e Potomac, também conhecida como Estação Ferroviária da Pensilvânia, era uma estação ferroviária pertencente à Ferrovia Pensilvânia e operada pela Ferrovia Baltimore e Potomac em Washington, DC, de 2 de julho de 1872 até seu fechamento em 1907. Agora é o local do West Building of the National Gallery of Art. Foi nesta estação de trem que o presidente dos Estados Unidos, James A. Garfield, foi assassinado por Charles Guiteau.

## Descrição
Era em estilo gótico vitoriano, com 15 metros de altura, de tijolos vermelhos prensados com argamassa preta e camadas de pedra livre de Ohio. Havia três torres cobertas com telhados elaborados de ardósia vermelha, azul e verde e decoradas com ferro ornamental, incluindo uma torre de relógio de 30 metros na esquina. O nível inferior abrigava salas de espera, salas de bagagem e bilheterias, com escritórios acima.

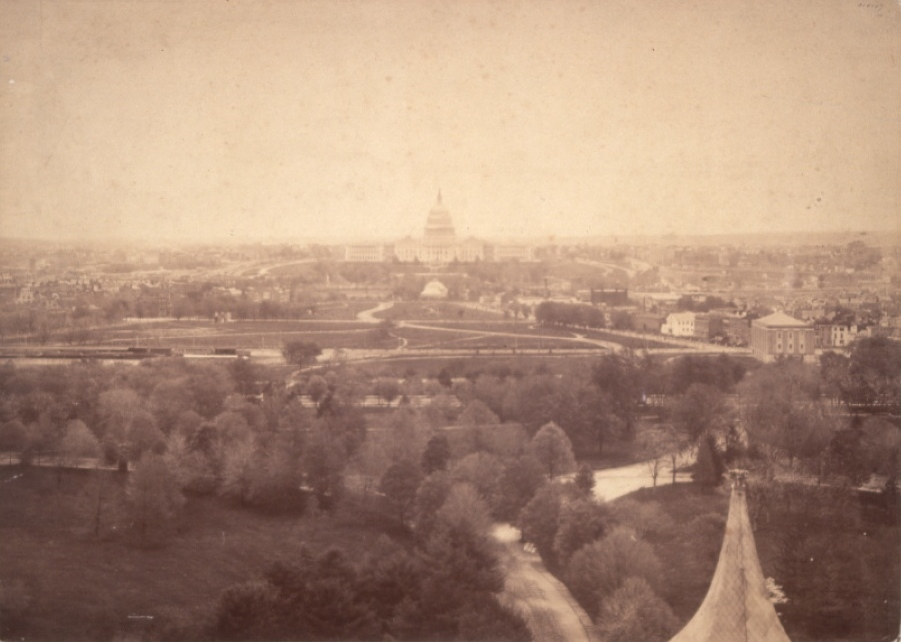
Vista do lado leste do Mall em 1879. Um trem na estação pode ser visto à esquerda. O edifício quadrado à direita é o Arsenal.

## História

### Aprovação no Congresso
A Baltimore and Potomac Railroad, inaugurada em 2 de julho de 1872, operava entre Baltimore e Washington, onde inicialmente erigiu um edifício temporário com estrutura de madeira. Em 1º de abril de 1872, por uma votação de 115 sim e 55 não, a Câmara dos Representantes aprovou um projeto de lei que permitia à Baltimore and Potomac Railroad construir um depósito no lote na esquina da 6th Street NW e B Street NW, ao norte do Arsenal. O projeto havia sido obstruído por algum tempo por oponentes.
Em 21 de maio de 1872, foi ratificada uma Lei para confirmar a Ação do Conselho de Vereadores e do Conselho Comum da Cidade de Washington, designando um local de depósito para a Baltimore and Potomac Railroad Company, e para outros fins.

### Construção
A preparação do local começou antes da aprovação do projeto. Localizava-se a um quarteirão do maior mercado da cidade, o Center Market, inaugurado alguns meses depois no mesmo ano. Plataformas temporárias foram erguidas e as equipes de construção começaram a se preparar para colocar os trilhos na Sixth Street. A estação foi projetada por Joseph M. Wilson.
A nova estação foi inaugurada em 1873. A construção foi concluída em 16 de julho de 1874, e uma festa com uma coleta para os trabalhadores foi realizada no Saloon da Platz.

### assassinato de James Garfield

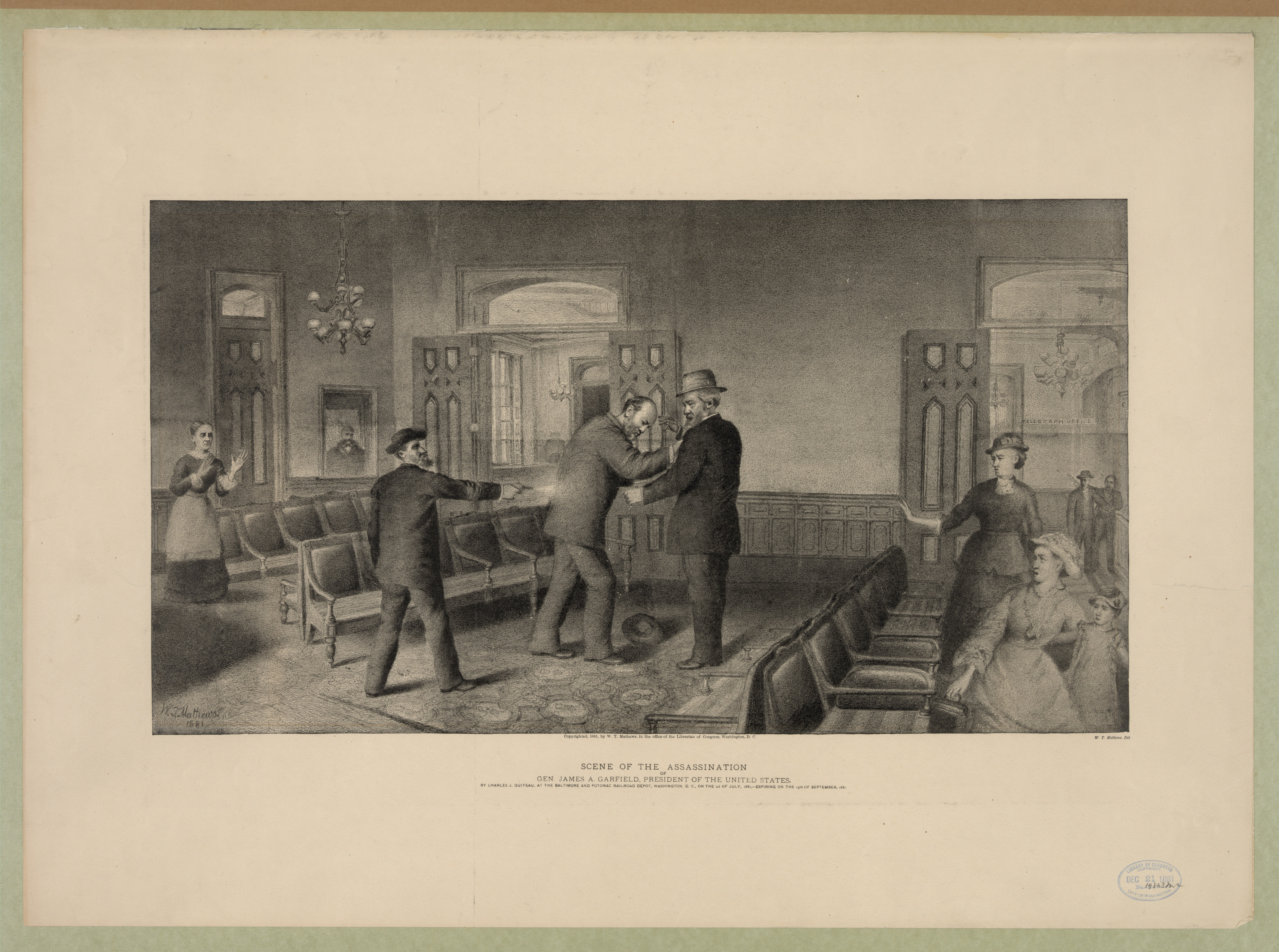
Ilustração contemporânea do assassinato

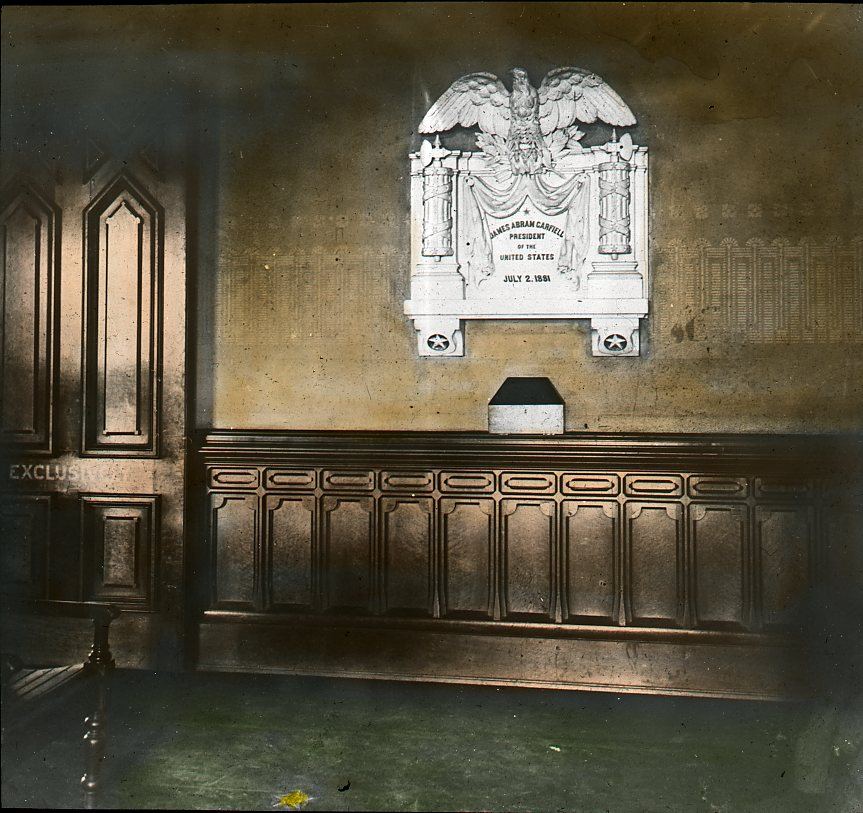
Marcador memorável na estação com estrela dourada no chão

Em 2 de julho de 1881, foi anunciado nos jornais locais que o presidente dos Estados Unidos, James A. Garfield, partiria para suas férias de verão. No caminho para embarcar em um trem para Nova Jersey, ele foi baleado nas costas pelo assassino Charles Guiteau enquanto atravessava o saguão da estação de Baltimore e Potomac com James G. Blaine. Enquanto o presidente sobreviveu ao tiroteio inicial, os médicos posteriormente sondaram suas feridas com objetos não esterilizados em uma busca frenética pela bala. As infecções bacterianas que eles introduziram na ferida foram a causa provável de sua morte em setembro.
Um marcador foi colocado na parede da estação de trem após a morte do presidente, e uma estrela dourada foi colocada no chão para marcar o local. O marcador e a estrela foram perdidos quando a estação foi demolida em 1908.
Em 2 de março de 2019, o Serviço Nacional de Parques ergueu painéis de exposição para marcar o local do assassinato.

### Encerramento e demolição
Em 1907, tanto a New Jersey Avenue Station quanto a Baltimore and Potomac Railroad Station fecharam para se mudar para a recém-construída Union Station.
Em 15 de março de 1908, a Philadelphia, Baltimore and Washington Railway Company liberou seus direitos sobre a estação na 6th Street NW e B Street NW para o governo dos Estados Unidos por US$ 1.500.000. De acordo com um jornal local, a estação foi demolida por ordem do presidente Theodore Roosevelt antes de 17 de dezembro de 1908, sem autorização ou aviso ao público.

### Local
Em 1914, o local tornou-se o local designado para o George Washington Memorial Building da George Washington Memorial Association. No entanto, o local foi ocupado por dois edifícios temporários de guerra de 1918 a 1921.
No entanto, o edifício nunca se materializou e em 1937, decidiu-se usar o local para a Galeria Nacional de Arte. A construção da fundação começou naquele ano. Em 21 de agosto de 1937, o Washington Post informou que a pedra fundamental havia sido desenterrada. Uma pequena caixa de metal foi encontrada dentro e entregue a David E. Finley, administrador da Galeria de Arte. Foi repassado a AK Shipe, ex-advogado do projeto malfadado. Uma grande estrela dourada foi encontrada na caixa; acreditava-se na época que era a estrela dourada da estação de trem que marcava o local onde o presidente Garfield havia sido baleado.
O Edifício Oeste da Galeria Nacional de Arte no National Mall foi concluído no local e foi aceito em nome do povo americano pelo presidente Franklin D. Roosevelt em 17 de março de 1941.